# Monika Jetter
Monika Jetter (* 1940) ist eine ehemalige deutsche Radiomoderatorin und Buchautorin.
Sie absolvierte zunächst eine Ausbildung zur klassischen Tänzerin und hatte Engagements an Theatern in Deutschland und Schweden. 1961 erlitt sie einen Bühnenunfall und war anschließend vier Jahre als Stewardess tätig.
Die nächsten 33 Jahre war sie Programm-Mitarbeiterin und Moderatorin beim NDR in Hamburg.
2004 veröffentlichte Jetter ein Buch über ihren Vater: Mein Kriegsvater – Versuch einer Versöhnung.

## Werke
- Mein Kriegsvater – Versuch einer Versöhnung. Verlag Hoffman und Campe, Hamburg 2004, ISBN 978-3-455-09422-0.